# Tembagapura

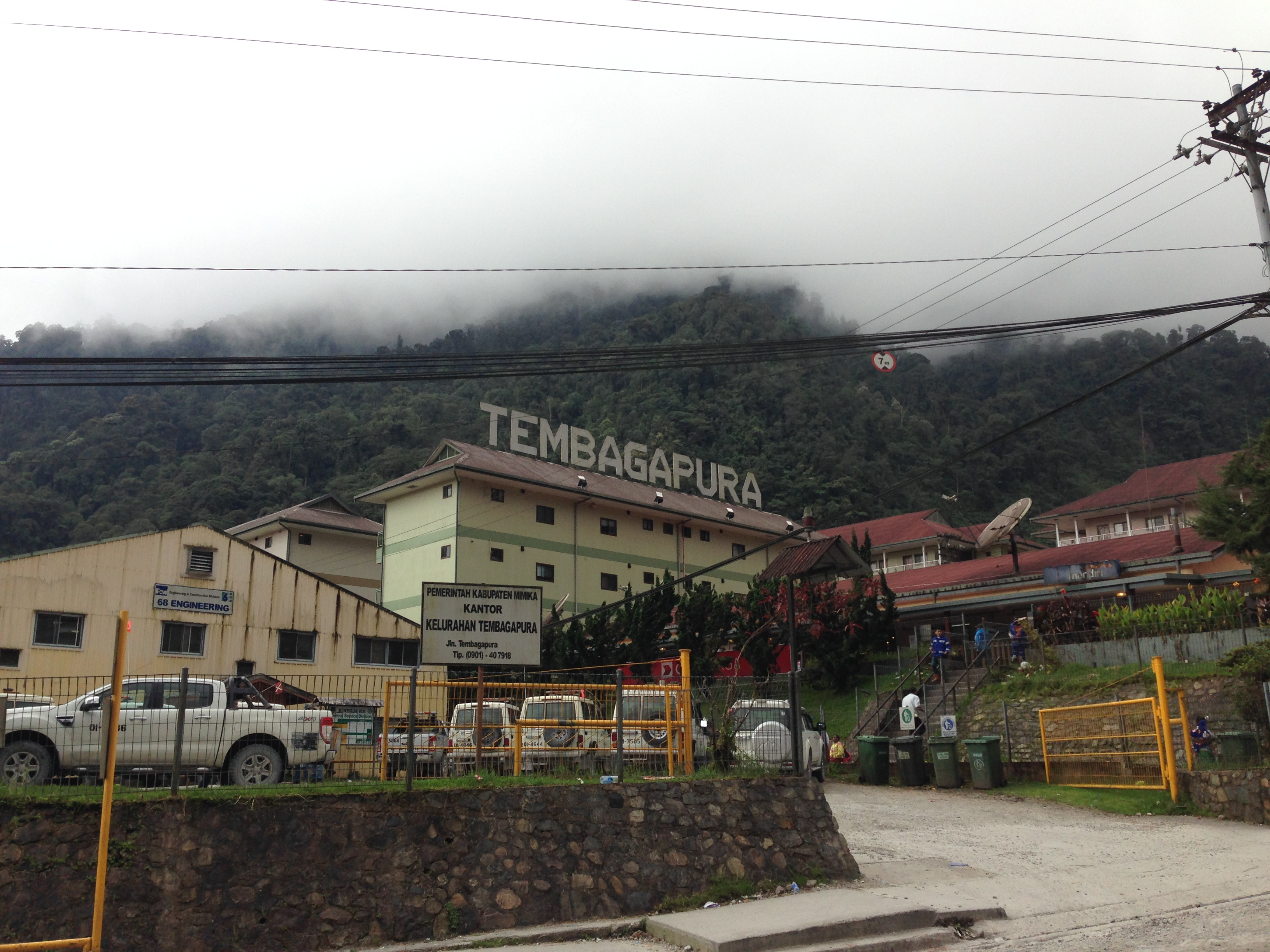
Tembagapura, Indonesia.

Tembagapura (« la ville du cuivre ») est un kecamatan du kabupaten de Mimika dans la province indonésienne de Papouasie, dans la partie occidentale de la Nouvelle-Guinée.
Dans ce district se trouve la mine de Grasberg, exploitée par la société américaine PT Freeport Indonesia, filiale du groupe Freeport-McMoRan.
Tembagapura est un point de départ pour l'ascension du Puncak Jaya.
Le district possède un aéroport.